# Leschaco
Lexzau, Scharbau GmbH & Co. KG eller Leschaco er en tysk logistik- og transportvirksomhed med hovedkvarter i Bremen. De udbyder luftfragt, søfragt, landfragt og kotraktlogistik. I 2022 havde de 3.100 ansatte og en omsætning på 918 mio. euro.
Wilhelm Lexzau og Julius Scharbau grundlagde i 1879 i Hamborg virksomheden Lexzau, Scharbau.